# Zdziechów (województwo łódzkie)
Zdziechów (też: Zdziechów Stary) – wieś w Polsce położona w województwie łódzkim, w powiecie pabianickim, w gminie Lutomiersk.
| SIMC    | Nazwa             | Rodzaj    |
| ------- | ----------------- | --------- |
| 0706295 | Brunów            | część wsi |
| 0706303 | Kulig             | część wsi |
| 0706310 | Stary Zdziechów   | część wsi |
| 0706289 | Zdziechów-Kolonia | część wsi |

Miejscowość położona jest na Wysoczyźnie Łaskiej.
Przez wieś przebiega droga asfaltowa, powiatowa nr 03709E.
Wieś dóbr prestymonialnych kapituły kolegiaty łęczyckiej Zdziechowo, położona była w powiecie łęczyckim województwa łęczyckiego w końcu XVI wieku. W latach 1975–1998 miejscowość należała administracyjnie do województwa sieradzkiego.
 przez miejscowość biegnie Łódzka magistrala rowerowa (ukł, N-S).